# Dorcadion lineatocolle
Dorcadion lineatocolle је врста инсекта из реда тврдокрилаца (Coleoptera) и породице стрижибуба (Cerambycidae). Сврстана је у потпородицу Lamiinae.

## Распрострањеност и станиште
Врста је ретка у Европи, насељава искључиво југоисток континента: Србију, Бугарску, Северну Македонију и Грчку. У Србији је забележена само на неколико локалитета на крајњем југу земље.

## Опис
У основи је црне боје са белим линијама дуж тела и главе. Први чланак антена је обично црвен, као и ноге. На бочним деловима пронотума има ситне трнове. Дужина тела је између 13 и 18 mm.

## Биологија
Адулти се срећу од јуна до августа. Ларве се развијају у земљи, а хране се корењем дивљих трава или житарица, као и остале врсте рода Dorcadion.

## Синоними
- Dorcadion (Cribridorcadion) lineatocolle Kraatz, 1873
- Dorcadion femoratum var. lineatocolle Kraatz, 1873
- Pedestredorcadion lineatocolle Kraatz, 1873
- Dorcadion pseudolineatocolle Breuning, 1962
- Pedestredorcadion pseudolineatocolle (Breuning, 1962)
- Dorcadion sinuaticolle Pic, 1927